# Gmina Sangaste
Gmina Sangaste (est. Sangaste vald) – gmina wiejska w Estonii, w prowincji Valga.
W 2017 roku dawna gmina Otepää, gmina Sangaste i Palupera połączyły się w gminę Otepää.
Do 2017 roku w jej skład wchodziły:
- 1 miasto: Sangaste,
- 13 wsi: Keeni, Kurevere, Lauküla, Lossiküla, Mäeküla, Mägiste, Pringi, Restu, Risttee, Sarapuu, Vaalu, Ädu, Tiidu.